# مارگارت ارلی

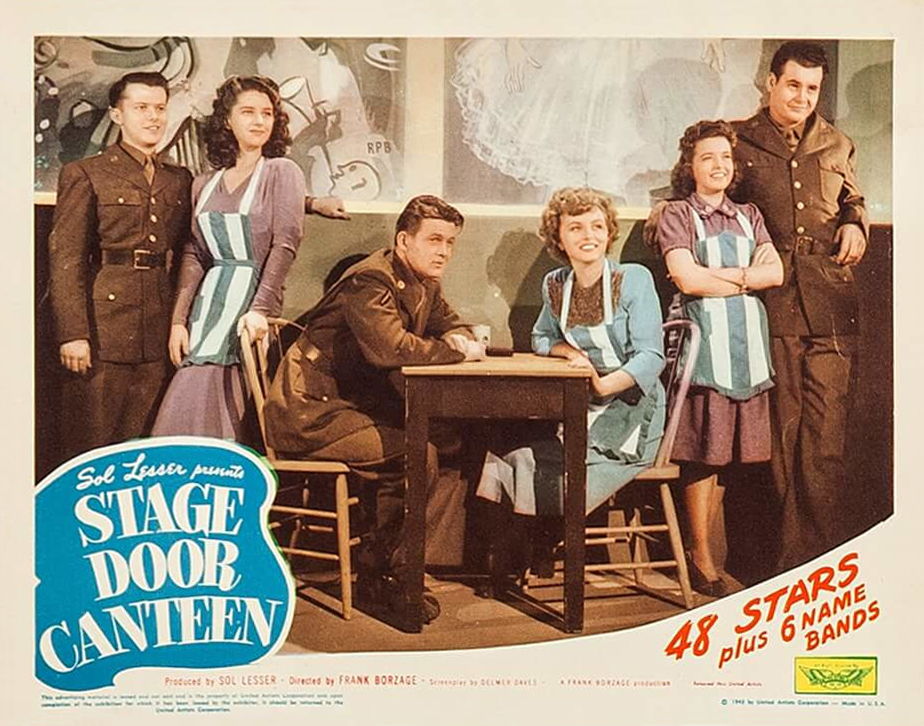
Lon McCallister, Marjorie Riordan, William Terry, Cheryl Walker, Margaret Early و Michael Harrison در Stage Door Canteen (۱۹۴۳)

مارگارت ارلی (انگلیسی: Margaret Early; ۲۵ دسامبر ۱۹۱۹ – ۲۹ نوامبر ۲۰۰۰) یک هنرپیشه اهل ایالات متحده آمریکا بود.

## فیلم‌شناسی
از فیلم‌ها یا برنامه‌های تلویزیونی که وی در آن نقش داشته است می‌توان به در صحنه (۱۹۳۷) و جزبل (۱۹۳۸) اشاره کرد.